# Гелен Волк
Гелен Волк (29 березня 1954) — зімбабвійська хокеїстка на траві.
Олімпійська чемпіонка 1980 року.